# فرودگاه بین‌المللی جرارد اسمیت
فرودگاه بین‌المللی جرارد اسمیت (به انگلیسی: Gerrard Smith International Airport) یک فرودگاه همگانی با کد یاتا CYB است که یک باند فرود آسفالت دارد و طول باند آن ۱۸۳۲ متر است. این فرودگاه در کشور جزایر کیمن قرار دارد و در ارتفاع ۱٫۳ متری از سطح دریا واقع شده‌است.

## شرکت‌های هواپیمایی و مقصدهای پروازی
| شرکت‌های هواپیمایی                               | مقصدهای پروازی                  |
| ----------------------------------------------- | ------------------------------- |
| Cayman Airways                                  | اوون رابرتس، خوزه مارتی، میامی  |
| Cayman Airways اجرا توسط Cayman Airways Express | اوون رابرتس، صحرایی ادوارد بودن |
| Island Air (charter service)                    | اوون رابرتس، صحرایی ادوارد بودن |

Cayman Airways operates بوئینگ ۷۳۷ کلاسیک jetliner service into the airport with limited flights operated on a less than daily basis nonstop to گرند کیمن، هاوانا and میامی while Cayman Airways Express flies de Havilland Canada DHC-6 Twin Otter نشست و برخاست کوتاه capable turboprops and Saab 340B regional turboprops to Grand Cayman with Twin Otter service also being operated to the neighboring island of Little Cayman.